# Cigclisula fruticosa
Cigclisula fruticosa is een mosdiertjessoort uit de familie van de Colatooeciidae. De wetenschappelijke naam van de soort is voor het eerst geldig gepubliceerd in 1995 door Hayward & Ryland.